# ایالت آمریکا
در ایالات متحده آمریکا، هر ایالت (انگلیسی: State، به معنای تحت‌الفظی کشور یا دولت) یک واحد سیاسی است و حال حاضر، پنجاه واحد این چنینی در این کشور وجود دارد. یک اتحادیه سیاسی ایالت‌های آمریکا را به یکدیگر پیوند داده‌است و هر ایالت در یک محدوده مشخص شده جغرافیایی به صورت مستقل عمل می‌کند؛ گرچه استقلال خود را با حکومت فدرال شریک است. به همین دلیل، شهروندان آمریکا به صورت همزمان، هم شهروند ایالت خود هستند و هم شهروند جمهوری فدرال ایالت متحده آمریکا. شهروندی آمریکا بسیار انعطاف‌پذیر است و هرکس، به‌جز موارد خاص نظیر افراد دارای آزادی مشروط یا کودکانی که والدینشان از یکدیگر طلاق گرفته‌اند و به صورت مشترک حضانت کودک را برعهده دارند، می‌تواند بدون اجازه دولت از ایالتی به ایالت دیگری نقل مکان کند.
ایالت‌ها خود به واحدهای کوچک‌تری نظیر شهرستان تقسیم شده‌اند؛ شهرستان‌ها نیز در برخی موارد توانایی تصمیم‌گیری مستقل دارند اما به مانند ایالت‌ها، خودمختار نیستند. قوانین مرتبط با شهرستان‌ها بسته به ایالت متفاوت است و همچنین ایالت‌ها از توانایی ایجاد واحدهای کوچک‌تر نیز برخوردارند. دولت‌های ایالتی توسط مردم همان ایالت انتخاب می‌شوند که با توجه به اینکه هر ایالت دارای قانون اساسی مخصوص خود است، ساختار قدرت می‌تواند در هر ایالت متفاوت باشد. همه ایالت‌های آمریکا به صورت جمهوری اداره می‌شوند و در تمام ایالت‌ها، قدرت بین سه قوه تفکیک شده‌است: قوه مقننه ایالتی، دادگاه ایالتی و فرماندار ایالتی.
برخلاف قلمروها، برای ایالات آمریکا در قانون اساسی این کشور تا حد زیادی خودمختاری در نظر گرفته شده‌است. ایالات و ساکنانشان، در کنگره ایالات متحده آمریکا که خود به دو مجلس سنا و مجلس نمایندگان تقسیم می‌شود، دارای تعدادی نماینده هستند. هر ایالت بسته به تعداد نمایندگان خود در دو مجلس نمایندگان و سنا، تعدادی نماینده نیز در مجمع گزینندگان، مجمعی که به صورت مستقیم رئیس‌جمهور ایالات متحده آمریکا را انتخاب می‌کند، دارد. ایالت‌ها توانایی رد یا تصویب اصلاحات قانون را نیز دارند. قانون اساسی توان رفاه‌گستری را برای هر ایالت به رسمیت می‌شناسد.
از نظر تاریخی، مسائلی نظیر برقراری قانون محلی، تجارت، آموزش، سلامت، توسعه حمل و نقل و زیرساخت‌ها از جمله وظایف ایالت‌ها بوده‌است؛ با این حال دولت فدرال از نظر مالی و قانونی به ایالات در این رابطه کمک شایانی می‌کند. در طول زمان، قانون اساسی آمریکا تغییرات زیادی کرده‌است و تمرکز قدرت افزایش یافته‌است؛ دولت فدرال درحال حاضر نسبت به گذشته، نقش بسیار پررنگ‌تری را ایفا می‌کند. در همین رابطه، مناقشه‌هایی بر سر حقوق ایالات و توانایی آن‌ها در حفظ خودمختاری و ماهیت خود در برابر دولت فدرال، در سال‌های به راه افتاده‌است.
قانون اساسی آمریکا این توانایی را به کنگره اعطا کرده‌است که در رابطه با ایجاد ایالت‌های جدید تصمیم بگیرد. از زمان تأسیس ایالت متحده در ۱۷۷۶، تعداد ایالت‌ها از سیزده به پنجاه رسیده‌است؛ همچنین هر ایالت تازه تأسیس، از هر نظر با ایالت‌های دیگر برابر در نظر گرفته می‌شود؛ آلاسکا و هاوایی جدیدترین ایالت‌های آمریکا هستند که هر دو در ۱۹۵۹ ایجاد شده‌اند. قانون اساسی در رابطه با اینکه ایالت‌ها توانایی این را دارند که از اتحادیه خارج شوند یا خیر، ساکت است؛ با این حال، پس از جنگ داخلی آمریکا، دیوان عالی ایالات متحده آمریکا اعلام کرد که یک ایالت نمی‌تواند به صورت یک‌طرفه اعلام استقلال کند.

## فهرست ایالت‌ها
- آلاباما
- آلاسکا
- آریزونا
- آرکانزاس
- کالیفرنیا
- کلرادو
- کنتیکت
- دلاور
- فلوریدا
- جورجیا
- هاوایی
- آیداهو
- ایلینوی
- ایندیانا
- آیووا
- کانزاس
- کنتاکی
- لوئیزیانا
- مین
- مریلند
- ماساچوست
- میشیگان
- مینه‌سوتا
- میسیسیپی
- میزوری
- مونتانا
- نبراسکا
- نوادا
- نیوهمپشایر
- نیوجرسی
- نیومکزیکو
- نیویورک
- کارولینای شمالی
- داکوتای شمالی
- اوهایو
- اکلاهما
- اورگن
- پنسیلوانیا
- رود آیلند
- کارولینای جنوبی
- داکوتای جنوبی
- تنسی
- تگزاس
- یوتا
- ورمانت
- ویرجینیا
- واشینگتن
- ویرجینیای غربی
- ویسکانسین
- وایومینگ

| نام             | تلفظ                 | مخفف | پرچم | تاریخ          | جمعیت سال ۲۰۰۹ | مرکز          | پرجمعیت‌ترین شهر |
| --------------- | -------------------- | ---- | ---- | -------------- | -------------- | ------------- | --------------- |
| آلاباما         | /ˌæləˈbæmə/          | AL   |      | ۱۴ دسامبر ۱۸۱۹ | ۴٬۷۰۸٬۷۰۸      | مونتگمری      | برمینگهم        |
| آلاسکا          | /əˈlæskə/            | AK   |      | ۳ ژانویه ۱۹۵۹  | ۶۹۸٬۴۷۳        | جونو          | انکوریج         |
| آریزونا         | /ˌærɪˈzoʊnə/         | AZ   |      | ۱۴ فوریه ۱۹۱۲  | ۶٬۵۹۵٬۷۷۸      | فینیکس        | فینیکس          |
| آرکانزاس        | /ˈɑrkənsɔ:/          | AR   |      | ۱۵ ژوئن ۱۸۳۶   | ۲٬۸۸۹٬۴۵۰      | لیتل راک      | لیتل راک        |
| کالیفرنیا       | /ˌkælɪˈfɔrnjə/       | CA   |      | ۹ سپتامبر ۱۸۵۰ | ۳۶٬۹۶۱٬۶۶۴     | ساکرامنتو     | لس آنجلس        |
| کلرادو          | /ˌkɒləˈrædoʊ/        | CO   |      | ۱ اوت ۱۸۷۶     | ۵٬۰۲۴٬۷۴۸      | دنور          | دنور            |
| کنتیکت          | /kəˈnɛtɪkət/         | CT   |      | ۹ ژانویه ۱۷۸۸  | ۳٬۵۱۸٬۲۸۸      | هارتفورد      | بریجپورت        |
| دلاویر          | /ˈdɛləwɛər/          | DE   |      | ۷ دسامبر ۱۷۸۷  | ۸۸۵٬۱۲۲        | دوور          | ویلمینگتن       |
| فلوریدا         | /ˈflɒrɪdə/           | FL   |      | ۳ مارس ۱۸۴۵    | ۱۸٬۵۳۷٬۹۶۹     | تالاهاسی      | جکسون‌ویل        |
| جورجیا          | /ˈdʒɔrdʒə/           | GA   |      | ۲ ژانویه ۱۷۸۸  | ۹٬۸۲۹٬۲۱۱      | آتلانتا       | آتلانتا         |
| هاوایی          | /həˈwaɪ.i:/          | HI   |      | ۲۱ اوت ۱۹۵۹    | ۱٬۲۹۵٬۱۷۸      | هونولولو      | هونولولو        |
| آیداهو          | /ˈaɪdəhoʊ/           | ID   |      | ۳ ژوئیه ۱۸۹۰   | ۱٬۵۴۵٬۸۰۱      | بویزی         | بویزی           |
| ایلینوی         | /ɪlɪˈnɔɪ/            | IL   |      | ۳ دسامبر ۱۸۱۸  | ۱۲٬۹۱۰٬۴۰۹     | اسپرینگ‌فیلد   | شیکاگو          |
| ایندیانا        | /ˌɪndiˈænə/          | IN   |      | ۱۱ دسامبر ۱۸۱۶ | ۶٬۴۲۳٬۱۱۳      | ایندیاناپولیس | ایندیاناپولیس   |
| آیووا           | /ˈaɪ. ɵwə/           | IA   |      | ۲۸ دسامبر ۱۸۴۶ | ۳٬۰۰۷٬۸۵۶      | دی موین       | دی موین         |
| کانزاس          | /ˈkænzəs/            | KS   |      | ۲۹ ژانویه ۱۸۶۱ | ۲٬۸۱۸٬۷۴۷      | توپیکا        | ویچیتا          |
| کنتاکی          | /kɪnˈtʌki/           | KY   |      | ۱ ژوئن ۱۷۹۲    | ۴٬۳۱۴٬۱۱۳      | فرانکفورت     | لویی ویل        |
| لوئیزیانا       | /lu:ˌi:ziˈænə/       | LA   |      | ۳۰ آوریل ۱۸۱۲  | ۴٬۴۹۲٬۰۷۶      | باتون‌روژ      | نیواورلئان      |
| مین             | /ˈmeɪn/              | ME   |      | ۱۵ مارس ۱۸۲۰   | ۱٬۳۱۸٬۳۰۱      | آگوستا        | پرتلند          |
| مریلند          | /ˈmɛrələnd/          | MD   |      | ۲۸ آوریل ۱۷۸۸  | ۵٬۶۹۹٬۴۷۸      | آناپولیس      | بالتیمور        |
| ماساچوست        | /ˌmæsəˈtʃu:sɪts/     | MA   |      | ۶ فوریه ۱۷۸۸   | ۶٬۵۹۳٬۵۸۷      | بوستون        | بوستون          |
| میشیگان         | /ˈmɪʃɪɡən/           | MI   |      | ۲۶ ژانویه ۱۸۳۷ | ۹٬۹۶۹٬۷۲۷      | لنسینگ        | دیترویت         |
| مینه‌سوتا        | /ˌmɪnɪˈsoʊtə/        | MN   |      | ۱۱ مه ۱۸۵۸     | ۵٬۲۶۶٬۲۱۴      | سینت پال      | مینیاپولیس      |
| میسیسیپی        | /ˌmɪsɪˈsɪpi/         | MS   |      | ۱۰ دسامبر ۱۸۱۷ | ۲٬۹۵۱٬۹۹۶      | جکسون         | جکسون           |
| میزوری          | /mɪˈzʊəri, mɪˈzʊərə/ | MO   |      | ۱۰ اوت ۱۸۲۱    | ۵٬۹۸۷٬۵۸۰      | جفرسون‌سیتی    | کانزاس‌سیتی      |
| مونتانا         | /mɒnˈtænə/           | MT   |      | ۸ نوامبر ۱۸۸۹  | ۹۷۴٬۹۸۹        | هلنا          | بیلینگز         |
| نبراسکا         | /nəˈbræskə/          | NE   |      | ۱ مارس ۱۸۶۷    | ۱٬۷۹۶٬۶۱۹      | لینکلن        | اوماها          |
| نوادا           | /nəˈvædə/            | NV   |      | ۳۱ اکتبر ۱۸۶۴  | ۲٬۶۴۳٬۰۸۵      | کارسون‌سیتی    | لاس‌وگاس         |
| نیو همشایر      | /nu: ˈhæmpʃər/       | NH   |      | ۲۱ ژوئن ۱۷۸۸   | ۱٬۳۲۴٬۵۷۵      | کنکورد        | منچستر          |
| نیوجرسی         | /nu: ˈdʒɜrzi/        | NJ   |      | ۱۸ دسامبر ۱۷۸۷ | ۸٬۷۰۷٬۷۳۹      | ترنتون        | نیوآرک          |
| نیومکزیکو       | /nu: ˈmɛksɪkoʊ/      | NM   |      | ۶ ژانویه ۱۹۱۲  | ۲٬۰۰۹٬۶۷۱      | سانتا فه      | آلبوکرکی        |
| نیویورک         | /nu: ˈjɔrk/          | NY   |      | ۲۶ ژوئیه ۱۷۸۸  | ۱۹٬۵۴۱٬۴۵۳     | آلبانی        | نیویورک         |
| کارولینای شمالی | /ˌnɔrθ kærəˈlaɪnə/   | NC   |      | ۲۱ نوامبر ۱۷۸۹ | ۹٬۳۸۰٬۸۸۴      | رالی          | شارلوت          |
| داکوتای شمالی   | /ˌnɔrθ dəˈkoʊtə/     | ND   |      | ۲ نوامبر ۱۸۸۹  | ۶۴۶٬۸۴۴        | بیسمارک       | فارگو           |
| اوهایو          | /ɵˈhaɪ.oʊ/           | OH   |      | ۱ مارس ۱۸۰۳    | ۱۱٬۵۴۲٬۶۴۵     | کلمبوس        | کلمبوس          |
| اوکلاهاما       | /ˌoʊkləˈhoʊmə/       | OK   |      | ۱۶ نوامبر ۱۹۰۷ | ۳٬۶۸۷٬۰۵۰      | اکلاهوما سیتی | اکلاهوما سیتی   |
| اورگن           | /ˈɒrɪɡən/            | OR   |      | ۱۴ فوریه ۱۸۵۹  | ۳٬۸۲۵٬۶۵۷      | سیلم          | پورتلند         |
| پنسیلوانیا      | /ˌpɛnsɪlˈveɪnjə/     | PA   |      | ۱۲ دسامبر ۱۷۸۷ | ۱۲٬۶۰۴٬۷۶۷     | هریسبورگ      | فیلادلفیا       |
| رودآیلند        | /rɵˈdaɪlənd/         | RI   |      | ۲۹ مه ۱۷۹۰     | ۱٬۰۵۳٬۲۰۹      | پراویدنس      | پراویدنس        |
| کارولینای جنوبی | /ˌsaʊθ kærəˈlaɪnə/   | SC   |      | ۲۳ مه ۱۷۸۸     | ۴٬۵۶۱٬۲۴۲      | کلمبیا        | کلمبیا          |
| داکوتای جنوبی   | /ˌsaʊθ dəˈkoʊtə/     | SD   |      | ۲ نوامبر ۱۸۸۹  | ۸۱۲٬۳۸۳        | پییر          | سو فالز         |
| تنسی            | /ˌtɛnɪˈsi:/          | TN   |      | ۱ ژوئن ۱۷۹۶    | ۶٬۲۹۶٬۲۵۴      | نشویل         | ممفیس           |
| تگزاس           | /ˈtɛksəs/            | TX   |      | ۲۹ دسامبر ۱۸۴۵ | ۲۴٬۷۸۲٬۳۰۲     | آستین         | هیوستون         |
| یوتا            | /ˈju:tɔ:/            | UT   |      | ۴ ژانویه ۱۸۹۶  | ۲٬۷۸۴٬۵۷۲      | سالت‌لیک‌سیتی   | سالت‌لیک‌سیتی     |
| ورمانت          | /vərˈmɒnt/           | VT   |      | ۴ مارس ۱۷۹۱    | ۶۲۱٬۷۶۰        | مونپلیه       | برلینگتون       |
| ویرجینیا        | /vərˈdʒɪnjə/         | VA   |      | ۲۵ ژوئن ۱۷۸۸   | ۷٬۸۸۲٬۵۹۰      | ریچموند       | ویرجینیابیچ     |
| واشینگتن        | /ˈwɒʃɪŋtən/          | WA   |      | ۱۱ نوامبر ۱۸۸۹ | ۶٬۶۶۴٬۱۹۵      | المپیا        | سیاتل           |
| ویرجینیای غربی  | /ˌwɛst vərˈdʒɪnjə/   | WV   |      | ۲۰ ژوئن ۱۸۶۳   | ۱٬۸۱۹٬۷۷۷      | چارلستون      | چارلستون        |
| ویسکانسین       | /wɪsˈkɒnsɪn/         | WI   |      | ۲۹ مه ۱۸۴۸     | ۵٬۶۵۴٬۷۷۴      | مدیسن         | میلواکی         |
| وایومینگ        | /waɪˈoʊmɪŋ/          | WY   |      | ۱۰ ژوئیه ۱۸۹۰  | ۵۴۴٬۲۷۰        | شاین          | شاین            |

## نمادهای ایالت‌های آمریکا در سال ۱۸۷۶
- نشان بزرگ ایالات متحده آمریکا
- آلاباما
- آرکانزاس
- کالیفرنیا

- کلرادو
- کنتیکت
- سرزمین داکوتا
- دلاویر

- واشینگتن، دی.سی.
- فلوریدا
- جورجیا
- سرزمین آیووا

- ایلینوی
- ایندیانا
- آیووا
- کانزاس

- کنتاکی
- لوئیزیانا
- مین
- مریلند

- ماساچوست
- میشیگان
- مینه‌سوتا
- میسیسیپی

- میزوری
- سرزمین مونتانا
- نبراسکا
- نوادا

- نیوهمپشایر
- نیو جرسی
- سرزمین نیومکزیکو
- ایالت نیویورک

- کارولینای شمالی
- اوهایو
- اورگن
- پنسیلوانیا

- رود آیلند
- کارولینای جنوبی
- تنسی
- تگزاس

- سرزمین یوتا
- ورمانت
- ویرجینیا
- ویرجینیای غربی

- ویسکانسین
- سرزمین وایومینگ

## مرتبط
- فهرست شعارهای ایالت‌های آمریکا